# Saison 1 de Better Call Saul
Chronologie
Saison 2
La première saison de la série télévisée américaine Better Call Saul comporte 10 épisodes diffusés du 8 février au 6 avril 2015 sur AMC, aux États-Unis.

## Synopsis
La série se centre sur la vie de Jimmy McGill, avocat sans envergure, avant qu'il ne devienne l'homme de loi véreux Saul Goodman et qu'il ne rencontre les futurs trafiquants de méthamphétamine Walter White et Jesse Pinkman.

## Distribution

### Acteurs principaux
- Bob Odenkirk (VF : Cyrille Artaux) : Jimmy McGill / Saul Goodman
- Jonathan Banks (VF : Féodor Atkine) : Mike Ehrmantraut
- Michael McKean (VF : François Dunoyer) : Charles « Chuck » McGill, le frère de Jimmy
- Rhea Seehorn (VF : Sylvie Jacob) : Kim Wexler
- Patrick Fabian (VF : Nicolas Marié) : Howard Hamlin
- Michael Mando (VF : Franck Soumah (ép. 1 et 2) puis Nessym Guetat) : Nacho Varga

### Acteurs récurrents
- Gene N. Chavez : Avocat d'HHM
- Julie Ann Emery (VF : Barbara Tissier) : Betsy Kettleman
- Jeremy Shamos (VF : Tugdual Rio) : Craig Kettleman
- Eileen Fogarty (VF : Jade Nguyen) : Mme Nguyen

### Invités
- Raymond Cruz (VF : Jérôme Rebbot) : Tuco Salamanca (épisodes 1 et 2)
- Miriam Colon (VF : Frédérique Cantrel) : Mme Salamanca / Abuelita (épisodes 1 et 2)
- Steven Levine (VF : Emmanuel Lemire) : Lars (épisodes 1 et 2)
- Daniel Spenser Levine (VF : Romain Lemire) : Cal (épisodes 1 et 2)
- Peter Diseth (VF : François Raison) : Oakley (épisodes 2 et 3)
- Jesus Payan (VF : Yann Guillemot) : Gonzo (épisode 2)
- Cesar Garcia (VF : Yann Guillemot) : No-Doze (épisode 2)
- Dorian Missick (en) (VF : Raphaël Cohen) : l'inspecteur no 1 (épisodes 3 et 4)
- Mel Rodriguez (VF : Luc Florian) : Marco Pasternakt (épisodes 4 et 10)
- Clea DuVall (VF : Carole Franck) : Dr Cruz (épisode 5)
- Billy Malone (VF : Bertrand Dingé) : sergent Jack Fenske (épisode 6)
- Joe DeRosa (en) (VF : Constantin Pappas) : le vétérinaire (épisodes 6 et 8)
- Dennis Boutsikaris (VF : Denis Boileau) : Rick Schweikart (épisode 8)
- David Mattey : Clarence (épisode 9)
- Steven Ogg : Sobchak (épisode 9)
- Mark Proksch (VF : Thierry Bourdon) : Daniel "Pryce" Wormald (épisode 9)

## Production

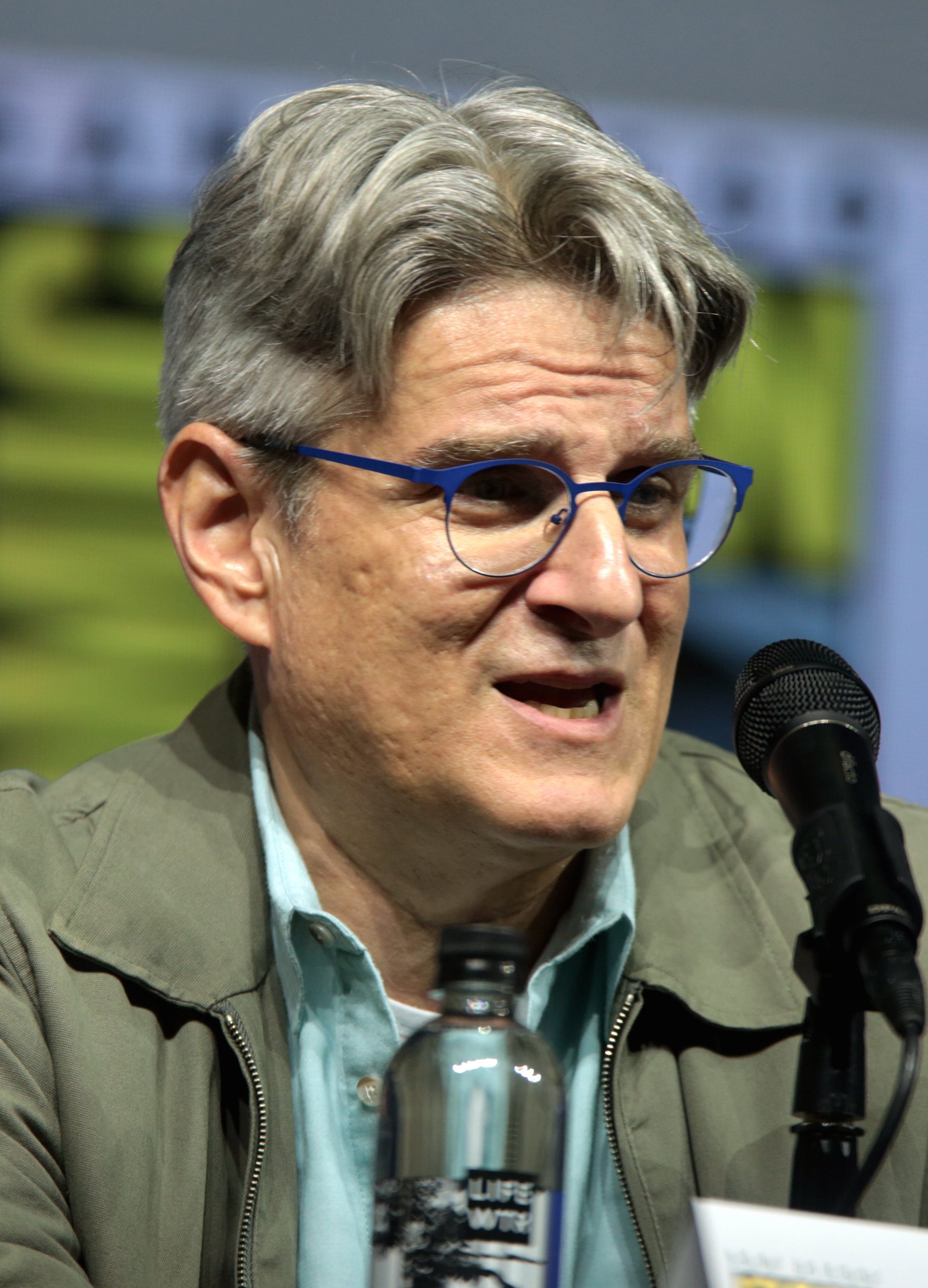
Peter Gould, Producteur de la série.

### Développement
En septembre 2013, le projet de série est officialisé, créé par Vince Gilligan et Peter Gould. La série devrait être moins sombre et plus comique que la série originale Breaking Bad, une série télévisée diffusée sur AMC de 2008 à 2013, soit cinq saisons.
Vince Gilligan et Peter Gould ont commencé à planifier un spin-off de Breaking Bad dès 2009. Pendant le tournage de l'épisode "Pleine Mesure" de Breaking Bad, Gilligan a demandé à Bob Odenkirk, l'acteur de Saul Goodman, ce qu'il pensait d'un spin-off de la série. En juillet 2012, Gilligan a fait allusion à un éventuel spinoff avec Saul Goodman, déclarant qu'il aimait "l'idée d'une série d'avocats dans laquelle l'avocat principal fera tout ce qu'il faut pour rester en dehors d'un tribunal", y compris s'installer sur les marches du palais de justice. Lors de son passage dans l'émission Talking Bad, Odenkirk a noté que Saul était l'un des personnages les plus populaires de la série, supposant que le public aime le personnage parce qu'il est "la figure la moins hypocrite du programme", et "est bon dans son travail".
En juillet 2013, la série n'avait toujours pas reçu de feu vert. Netflix était l'un des nombreux distributeurs intéressés, mais un accord a finalement été conclu entre AMC et la société de production de Breaking Bad, Sony Pictures Television. Gilligan et Gould sont les co-showrunners et Gilligan a réalisé l'épisode pilote. Les anciens scénaristes de Breaking Bad, Thomas Schnauz et Gennifer Hutchison, ont rejoint l'équipe de rédaction, Schnauz étant le coproducteur exécutif et Hutchison le producteur superviseur. Bradley Paul et Gordon Smith, qui a travaillé sur Breaking Bad en tant qu'assistant de rédaction, complètent l'équipe de rédaction.

### Attribution des rôles
En avril 2013, après l'annonce du projet de série centrée sur son personnage, l'acteur Bob Odenkirk est annoncé pour reprendre le rôle.
En janvier 2014, l'acteur Jonathan Banks a été confirmé pour reprendre son rôle de Mike Ehrmantraut avec un statut principal dans la série.
Michael McKean joue le rôle de Chuck McGill, le frère aîné de Jimmy McGill. McKean avait déjà travaillé pour Vince Gilligan dans un rôle du récurrent de la série The X-Files, et les deux hommes étaient restés en contact depuis lors au sujet de projets potentiels, bien qu'à cette époque, McKean travaillait surtout à New York pour le théâtre (Broadway), tandis que Gilligan était à Los Angeles pour la télévision. Lorsque Gilligan a contacté McKean pour jouer dans Better Call Saul, McKean a accepté le rôle en ne sachant que le juste minimum sur la sensibilité électromagnétique de Chuck, étant à la fois un fan de Breaking Bad et faisant confiance à Gilligan. Quand le tournage de Better Call Saul a commencé en 2014, McKean a dû initialement partager son temps entre ce tournage et sa participation à All the Way, une pièce de Broadway qui, par coïncidence, mettait également en scène Bryan Cranston, qui avait joué Walter White dans Breaking Bad. Le vrai nom de Chuck - Charles Lindbergh McGill - est inspiré de l'aviateur Charles Lindbergh.
En mai 2014, Patrick Fabian a été engagé dans Better Call Saul. Il joue le rôle de l'avocat Howard Hamlin.
Rhea Seehorn a auditionné et obtenu le rôle de Kim Wexler en avril 2014, environ deux mois avant le tournage de l'épisode pilote. Selon la directrice de casting Sharon Bialy, ils avaient utilisé deux fausses scènes pour garder le projet le plus secret possible, et lorsque Seehorn a auditionné et les a impressionnés avec les deux scènes, ce n'est qu'alors qu'ils sont passés à l'étape suivante et ont expliqué le véritable objectif de l'audition. Seehorn a pu s'adapter à ce changement de rôle de Kim en une seule prise.
Mando a déclaré que les directeurs de casting de Better Call Saul l'avaient contacté par l'intermédiaire de son agent pour qu'il joue dans la série. Après avoir envoyé une cassette d'audition, il s'est rendu à Los Angeles pour rencontrer les directeurs de la série, Vince Gilligan et Peter Gould, et effectuer un test à l'écran. Pour Mando, ce fut un "coup de foudre" de travailler avec le duo, en raison de la qualité de leur direction et de leurs commentaires, et il a été informé de l'obtention du rôle quelques semaines plus tard. Le personnage a été mentionné pour la première fois dans l'épisode de Breaking Bad "Better Call Saul".
En octobre 2014, Kerry Condon a été engagée pour le rôle de Stacey Ehrmantraut, la belle-fille veuve de Mike. En novembre 2014, il a été annoncé que Julie Ann Emery et Jeremy Shamos avaient été pris pour les rôles de Betsy et Craig Kettleman, décrits comme "les hors-la-loi les plus carrés du monde".

### Tournage
Tout comme la série Breaking Bad, Better Call Saul se déroule et est filmée à Albuquerque, au Nouveau-Mexique. Alors que le tournage a commencé le 2 juin 2014, Vince Gilligan a déclaré au Hollywood Reporter qu'il était sceptique quant au succès de la série, révélant que la production avait presque deux semaines de retard sur le calendrier de la première saison.
Dans la première scène de l'épisode pilote, Saul (qui cache désormais sa véritable identité sous le pseudonyme de Gene Takavic), travaille dans un Cinnabon du Nebraska. Cette scène se déroule à Omaha, mais elle a été filmée à Albuquerque, au Nouveau-Mexique, au Cottonwood Mall. 
En décembre 2020, Odenkirk a déclaré que le tournage de la première saison avait eu un impact négatif sur sa santé car il devait être dans presque toutes les scènes, avec peu de temps pour mémoriser ses lignes et encore moins pour s'en souvenir, ce qui s'est avéré accablant pour lui. 

### Diffusions
Aux États-Unis et au Canada, elle est diffusée depuis le 8 février 2015 sur AMC.

## Liste des épisodes

### Épisode 1:Uno
- États-Unis : 8 février 2015[5] sur AMC
- France /  Belgique /  Suisse : 9 février 2015[6] sur Netflix[7],[8]

- États-Unis : 6,88 millions de téléspectateurs[9] (première diffusion)

- Raymond Cruz (Tuco Salamanca)
- Julie Ann Emery (Betsy Kettleman)

### Épisode 2:Mijo
- États-Unis : 9 février 2015 sur AMC
- France,  Belgique,  Suisse : 10 février 2015 sur Netflix

- États-Unis : 3,42 millions de téléspectateurs[10] (première diffusion)

- Raymond Cruz (Tuco Salamanca)

### Épisode 3:Nacho
- États-Unis : 16 février 2015 sur AMC
- France,  Belgique,  Suisse : 17 février 2015 sur Netflix

### Épisode 4:Héros
- États-Unis : 23 février 2015 sur AMC
- France,  Belgique,  Suisse : 24 février 2015 sur Netflix

- États-Unis : 2,87 millions de téléspectateurs[12] (première diffusion)

### Épisode 5:Le Jeune Berger des Alpes
- États-Unis : 2 mars 2015 sur AMC
- France,  Belgique,  Suisse : 3 mars 2015 sur Netflix

- États-Unis : 2,71 millions de téléspectateurs[13] (première diffusion)

### Épisode 6:Histoire de flics
- États-Unis : 9 mars 2015 sur AMC
- France,  Belgique,  Suisse : 10 mars 2015 sur Netflix

- États-Unis : 2,57 millions de téléspectateurs[14] (première diffusion)

### Épisode 7:Bingo
Pour les articles homonymes, voir Bingo (homonymie).
- États-Unis : 16 mars 2015 sur AMC
- France,  Belgique,  Suisse : 17 mars 2015 sur Netflix

- États-Unis : 2,67 millions de téléspectateurs[15] (première diffusion)

### Épisode 8:Rico
- États-Unis : 23 mars 2015 sur AMC
- France,  Belgique,  Suisse : 24 mars 2015 sur Netflix

- États-Unis : 2,87 millions de téléspectateurs[16] (première diffusion)

Un flashback montre comment Jimmy, jeune diplômé, a tenté d'intégrer le cabinet de son frère comme avocat mais s'est vu refuser l'entrée par Hamlin.

### Épisode 9:Pimento
- États-Unis : 30 mars 2015 sur AMC
- France,  Belgique,  Suisse : 31 mars 2015 sur Netflix

- États-Unis : 2,38 millions de téléspectateurs[17] (première diffusion)

### Épisode 10:Marco
- États-Unis : 6 avril 2015 sur AMC
- France,  Belgique,  Suisse : 7 avril 2015 sur Netflix

- États-Unis : 2,53 millions de téléspectateurs[18] (première diffusion)

## Accueil

### Accueil critique
Sur Allociné, la première saison a obtenu une note de 4,3/5 avec 469 notes.
Aux Etats-Unis, Better Call Saul a dépassé les attentes et a été acclamé par la critique, de nombreux critiques le qualifiant de digne successeur de Breaking Bad. Sur Rotten Tomatoes, la première saison a une note de 97%, basée sur 68 critiques, avec une note moyenne de 8,03/10. Le consensus critique du site indique que "Better Call Saul est une étude de caractère excentrique et sombre qui parvient à se suffire à elle-même sans être éclipsée par la série qui l'a engendrée."
Sur le site d'agrégation de critiques Metacritic, la première saison a obtenu un score de 78 sur 100, sur la base de 43 critiques, ce qui indique des "critiques généralement favorables".

### Audiences
Le premier épisode de la série, "Uno", est devenu l'émission de l'histoire du câble la plus regardée, attirant 4,4 millions de téléspectateurs dans la catégorie 18-49 ans et 4 millions de personnes dans les catégories 25-54 ans, et a été suivie par 6,88 millions de téléspectateurs lors de sa première diffusion.